# Zwartgoorheide
De Zwartgoorheide is een natuurgebied in de Antwerpse gemeente Vosselaar, gelegen ten westen van Vosselaar en ten zuiden van Beerse.
Het domein van 42 ha wordt beheerd door de stichting Kempens Landschap. Het bestaat grotendeels uit bossen met grove den en Corsicaanse den. Ook is er een meer open landschap te vinden.